# Lomaria fumarioides
Lomaria fumarioides là một loài thực vật có mạch trong họ Blechnaceae. Loài này được (Sw.) H. Christ mô tả khoa học đầu tiên năm 1904.